# Paradoxodes subalbata
Paradoxodes subalbata là một loài bướm đêm trong họ Geometridae.